# Mary Gambiarra
Diego Lago, mais conhecido pelo nome artístico Mary Gambiarra, é um transformista, animador, apresentador e produtor cultural brasileiro. Recebeu o Prêmio LGBTQIA+ 2021 da Secretaria de Cultura do Distrito Federal por sua atuação artística na cidade.

## Carreira
Diego Lago se interessa por arte desde criança, tendo se envolvido com teatro e fazer palhaço durante o tempo em que trabalhou na Secretaria da Criança com direitos da criança e do adolescente. Mary Gambiarra nasceu em 2014, quando Diego trabalhava para a campanha eleitoral de uma deputada que defendia a causa LGBT e decidiram usar essa abordagem para a campanha. Ele indica que uma das influências da sua drag foi Alice Bombom.
O nome surgiu em homenagem a sua avó Maria de Lourdes ("Mary pra ficar fino") e somou a palavra Gambiarra "porque é uma festa".
O segundo trabalho de Mary Gambiarra foi uma campanha de testagem pro HIV, em que atuou no Bar Barulho e em bares e baladas gays. Depois do trabalho, Mary ia para as baladas montada e nisso foi convidada para trabalhar em uma festa. Em pouco tempo, passou a integrar o elenco da Victória Haus, casa noturna que é "o palco de maior visibilidade da cultura Drag no DF".
Em 2017, Mary e Dita Maldita ministraram o Primeiro Curso de Iniciação Drag Queen de Brasília. Mary Gambiarra é integrante da diretoria do Coletivo Distrito Drag e do Montadas - O Bloco deCarnaval da Diversidade. É uma das diretoras artísticas do Calendrag 2024.

## Vida pessoal
Em 2016, dividia apartamento em Taguatinga com outra drag queen, Dita Maldita.

## Reconhecimento
- 2021 - Prêmio LGBTQIA+ 2021, da Secretaria de Cultura do Distrito Federal[1]